# 蘇支前
蘇支前（そ しぜん、1955年8月 - ）は、中華人民共和国解放軍の軍人、海軍中将。

## 概要
1955年8月、山東省臨沂市郯城県生まれ。1970年の入隊後に軍歴を重ね2010年12月より東海艦隊の司令員。海軍中将。

## 来歴
- 1955年 山東省生まれ
- 1970年 軍入隊
- 2000年 南海艦隊副参謀長
- 2006年 南海艦隊参謀長
- 2007年 南海艦隊副司令員、海軍少将に昇進
- 2008年 南海艦隊司令員（兼任広州軍区副司令員）
- 2010年 海軍中将に昇進
- 2010年 東海艦隊司令員（兼任南京軍区副司令員）